# AH11
La Asian Highway 11 (AH11) è un percorso stradale appartenente alla rete delle Autostrade asiatiche ed ha una lunghezza di 1567 km. Ha origine a Vientiane in Laos e termina sul golfo del Siam a Sihanoukville in Cambogia. È principalmente composta da strade a carreggiata unica eccetto pochi tratti a 4 corsie e la NH6A che è a doppia carreggiata.

## Strade interessate
La AH11 segue il percorso delle seguenti strade:

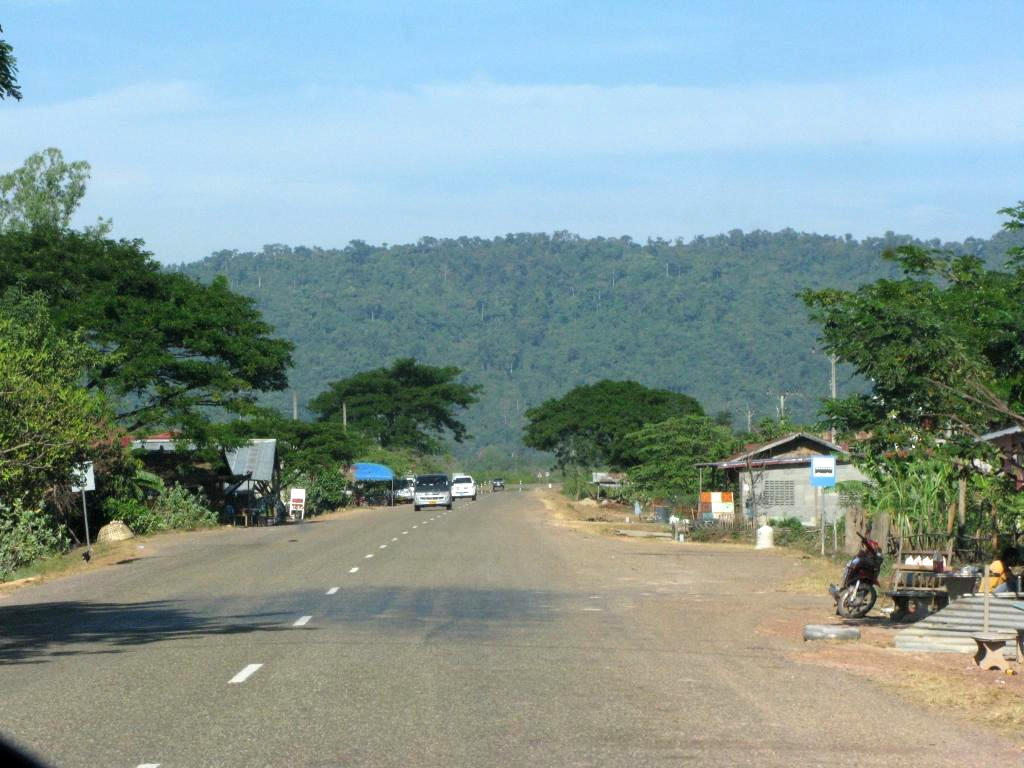
La SN13 in Laos.

### Laos
- Area urbana di Vientiane:
  - Avenue Lane Xang
  - Circolare Patuxay
  - Avenue Kaysone Phomvihane
- Strada nazionale 13: da Vientiane fino al confine con la Cambogia.

### Cambogia
- Strada nazionale 7: dal confine con il Laos fino a Skoun.
- Strada nazionale 6A: da Skoun fino a Phnom Penh.
- Area urbana di Phnom Penh:
  - Ponte Chroy Changvar
  - St 93, Preah Monivong Boulevard
  - St 110,Russian Federation Boulevard
- Strada nazionale 4: da Phnom Penh fino a Sihanoukville.

## Altre AH interessate
- : nel suo punto d'origine a Vientiane tocca la AH12.
- : nel tratto che va dall'incrocio con la Strada nazionale 8 e Thakhek il percorso è condiviso con la AH15.
- : a Phnom Penh il tratto inerente alla St 93, Preah Monivong Boulevard è condiviso con la AH1.